# Palais Löschenkohl

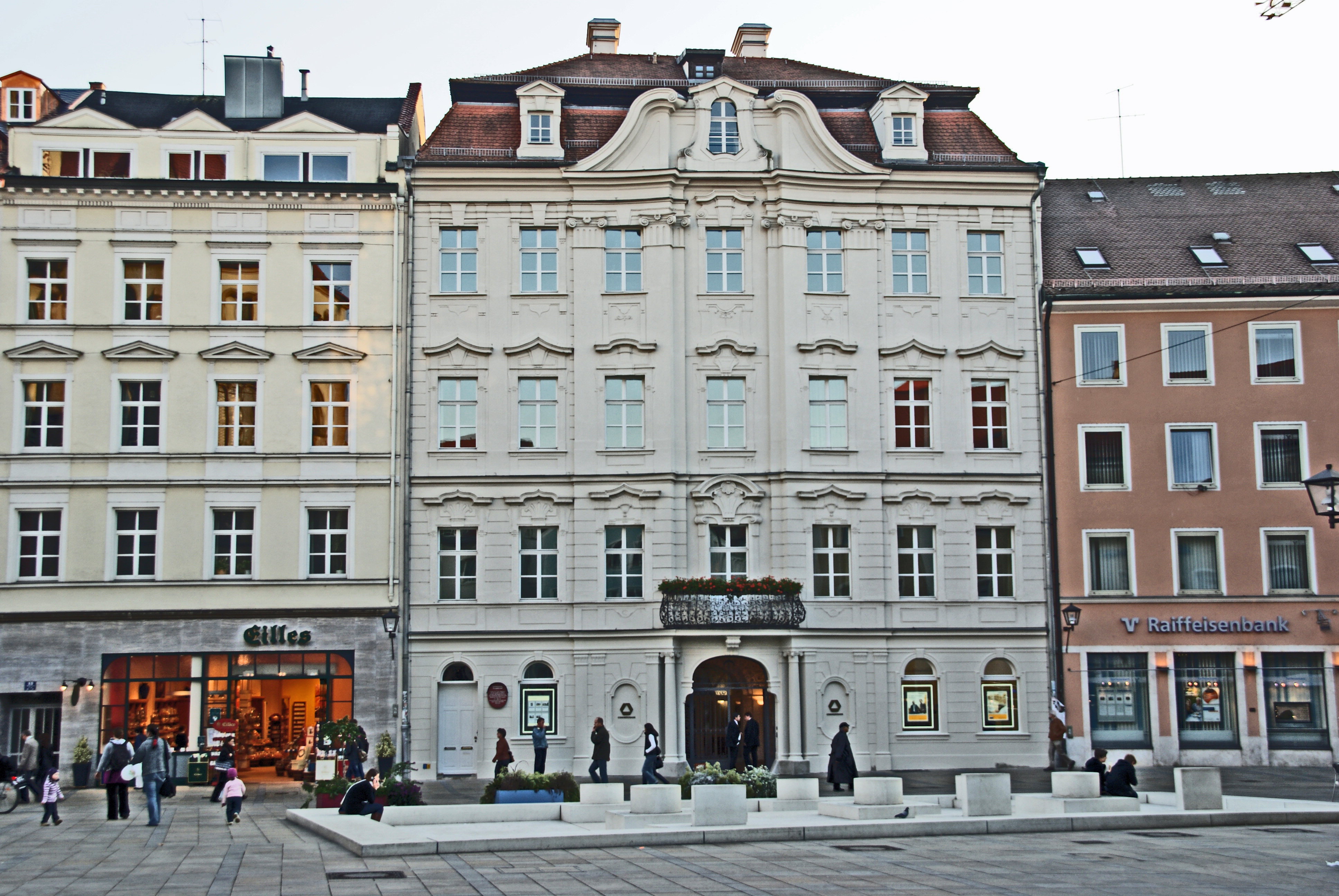
Das Palais Löschenkohl im Jahr 2010

Das Palais Löschenkohl ist ein Barockpalais, Neupfarrplatz 14, in der Welterbezone der Altstadt von Regensburg. Es wurde von 1730 bis 1733 gebaut als ein fürstliches Stadtpalais für die Familie des Kaufmanns und Bankiers Hieronymus Löschenkohl. Nach dem Bankrott des Bankiers Löschenkohl, seiner Flucht und seinem Tod diente das Gebäude als Wohnsitz der erweiterten Restfamilie, die viele Räume des Gebäudes vermietete. So diente von 1743 bis zum Ende des Heiligen Römischen Reiches 1806 das Anwesen als Wohnsitz der Delegation des Kurfürstentums Sachsen beim Immerwährenden Reichstag. Aus diesem Grund bekam das Gebäude  den Namen Kursächsische Gesandtschaft. Das Gebäude ist unter der Aktennummer D-3-62-000-805 als denkmalgeschütztes Baudenkmal von Regensburg verzeichnet.

## Geschichte
Während mehrerer Jahrzehnte nach Beendigung des Dreißigjährigen Kriegens wurden im 17. und 18. Jahrhundert in der wirtschaftlich schwachen Reichsstadt Regensburg keine größeren Barockbauwerke errichtet. Allein der Bankier und Kaufmann Hieronymus Löschenkohl (1692–1755), dessen protestantische Familie aus Österreich geflohen war und seit 1600 bereits mit drei Generationen in Regensburg ansässig war, machte eine Ausnahme. Er war Großkaufmann und handelte mit Salz, russischem Juchtenleder und Stockfischen, auch mit Eisen und Stahlprodukten. Außerdem war er Geldverleiher und Mitglied im Rat der Stadt Regensburg.
Nach dem Aufkauf und Abbruch mehrerer kleiner Anwesen am heutigen Neupfarrplatz und in der benachbarten Pfarrergasse ließ er zwischen 1731 und 1733 auf dem Neupfarrplatz ein fürstliches Stadtpalais errichten, ein Bauwerk von geradezu höfischer Eleganz mit der Funktion eines Bankhauses. Die Schaufront mit sieben Fensterachsen ist mit einem dreiachsigen Mittelrisalit mit Pilastern zum Neupfarrplatz hin ausgerichtet, endet in einem Schweifgiebel und wird gekrönt durch einen Balkon mit Korbgitter. Architekt war der Linzer Baumeister Johann Michael Prunner, ein Schüler des Lucas von Hildebrandt, der auch das Wiener Belvedere baute.  
Neben dem Stadtpalais ließ Hieronymus Löschenkohl ein elegantes Gartenhaus am Minoritenweg bauen, das später lange Zeit als Wein- und Kaffeeschenke betrieben wurde noch heute unter dem Namen Rosenpalais von Christian Graf von Walderdorff betrieben wird.
Die Baulust und der aufwändige Lebensstil von Hieronymus Löschenkohl führten das Handelshaus Löschenkohl 1743 in den Konkurs. Hieronymus Löschenkohl verließ seine Familie heimlich, ging nach Wien und starb dort 1751. Seine Witwe und seine Tochter Catharina Elisabeth, die in zweiter Ehe mit dem evangelischen Geistlichen Ulrich Wilhelm Grimm verheiratet war, wohnten weiterhin im Palais, vermieteten aber einen großen Teil der Räume an die Delegation des Kurfürstentums Sachsen am Immerwährenden Reichstag. Das Gebäude erhielt daraufhin den Namen Kursächsische Gesandtschaft. Auch der Bruder des zweiten Ehemanns der Tochter Catharina, Friedrich Melchior Grimm wohnte im Gebäude während seiner Schulzeit im Gymnasium poeticum.   
Diese Zeit endete 1806 mit der Auflösung des Heiligen Römischen Reiches, die drei Jahre zuvor mit dem Reichsdeputationshauptschluss vom Immerwährenden Reichstag beschlossen worden war. Seit 1864 liegen Bauakten des Gebäudes vor, jedoch blieb das Gebäude für Jahrzehnte ungepflegt. Um 1900 wurde das Gebäude vom Kaufhaus Berlin genutzt und um 1910 wurde dort eines der ersten Kinos eröffnet, das Apollo-Theater. Um 1920 erfolgten erstmals fachmännisch überwachte Restaurierungsarbeiten.   Von 1985 bis 1987 wurde das Haus erneut umfassend saniert, diente bis 2020 als Filiale der Dresdner Bank und danach der Commerzbank. Seit dem Auszug der Commerzbank im Jahr 2020 steht das Untergeschoss des Palais leer.

## Architektur
Prunner orientierte sich, wie auch bei anderen Regensburger Bauten wie dem Schloss Pürkelgut oder dem Gartenpalais Löschenkohl am Stil des Wiener Barock. Dies entsprach sowohl seiner Ausbildung bei Lucas von Hildebrandt als auch Löschenkohls beruflichen Verbindungen in die Reichshauptstadt, die für Regensburg generell stärker als Vorbild wirkte als das näher gelegene München.

### Vorgängerbauten
Von den Vorgängerbauten des Palais sind nur noch gotische Kelleranlagen aus dem 13. Jahrhundert erhalten, die auch den Untergrund der benachbarten Häuser (Nr. 12 und 13) durchziehen. Beide Nachbargebäude enthalten zudem wohl auch noch gotische Grundsubstanz, sodass davon auszugehen ist, dass auch an der Stelle des Löschenkohl-Palais bereits vor dem Bau Gebäude standen, die jedoch nicht in die Bausubstanz integriert wurden.

### Anlage
Das Palais wurde als vierstöckiger, vierflügeliger Bau um einen Innenhof konzipiert. Die Hauptfassade befindet sich an der Südseite des Neupfarrplatzes, ein zweiflügeliger Seitentrakt bildete nach Osten in der anliegenden Pfarrergasse (Nr. 2) eine Nebenfassade. Der Innenhof wurde bei der Renovierung in den 1980er Jahren mit einer Stahl-Glas-Konstruktion über dem ersten Obergeschoss überdacht und fungiert heute als Schalterhalle der Bank. Die weiße, schmalhohe Traufsteitfassade zum Neupfarrplatz ist gleichmäßig durchfenstert und durch sieben Achsen gegliedert. Der dreiachsige Mittelrisalit tritt in konkaven Schwingungen aus der Fassade heraus, wird aber in der Portalachse wieder zurückgenommen. Das Fenster im ersten Stock über dem Portal ist mit einem Balkongitter versehen und trägt mit dazu bei, dass sich das Palais architektonisch vom Rest des Platzes abhebt.